# Mallota singularis
Mallota singularis är en tvåvingeart som först beskrevs av Walker 1857.  Mallota singularis ingår i släktet hålblomflugor, och familjen blomflugor. Inga underarter finns listade i Catalogue of Life.